# کواکین (ساپونه)
کواکین شهری در شهرستان ساپونه در استان بازگا در بورکینافاسوی مرکزی است و جمعیت آن ۴۸۸ نفر است.